# Campeonato Panamericano Pre-Mundial de Beisbol U-23 2020
El Campeonato Panamericano Pre-mundial de Béisbol U-23. 2020 fue el torneo clasificatorio para la Copa Mundial de Béisbol Sub-23 México 2020. El mismo se celebró en las ciudades de Managua (Nicaragua) Tegucigalpa (Honduras) entre los días 21 de febrero y 1 de marzo de 2020. 
El torneo otorgó tres cupos al Mundial de Béisbol U-23.

## Sedes
El Grupo A con sede en los estadios:
- Estadio Nacional Dennis Martínez de Managua.
- Estadio Stanley Cayasso de Managua.

El Grupo B con sede en el estadio:
- Estadio Héctor Chochi Sosa de Tegucigalpa.

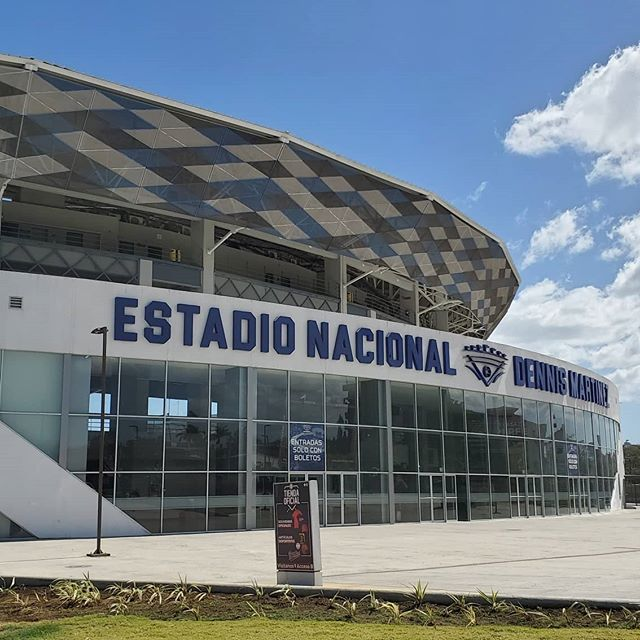
Foto: Cortesía de Jefferson Quintero, Fachada del Estadio Dennis Martínez.

| Año  | Sede               | Campeón   | Sub Campeón | Tercer Lugar | Categoría |
| ---- | ------------------ | --------- | ----------- | ------------ | --------- |
| 2013 | Panamá             | Panamá    | Puerto Rico | Venezuela    | U-21      |
| 2017 | Panamá             | Venezuela | México      | Puerto Rico  | U-23      |
| 2020 | Nicaragua Honduras | Nicaragua | Cuba        | Venezuela    | U-23      |

## Equipos participantes
12 equipos participantes, divididos en dos grupos; A-B. Los equipos fueron agrupados según su posición en el ranking WBSC de béisbol.
| Venezuela            | 10 | Cuba      | 8  |
| República Dominicana | 12 | Panamá    | 13 |
| Nicaragua            | 15 | Colombia  | 14 |
| Brasil               | 22 | Argentina | 24 |
| Perú                 | 43 | Honduras  | 54 |
| El Salvador          | 65 | Guatemala | 59 |

## Formato de campeonato
Ronda de grupos; Dos grupos conformados por 6 equipos en cada uno. Juegan ronda de todos contra todos, un total de 5 juegos para cada equipo. Los 3 mejores de cada grupo avanzan a la super ronda.
Super ronda; los mejores 3 del grupo A se enfrentan a los 3 mejores del grupo B. Un total de 3 juegos para cada equipo. Para efectos de las posiciones en la super ronda, a los equipos se les contabilizan los resultados obtenidos en la ronda de grupos contra aquellos equipos que también hayan clasificado a la super ronda.
Ronda de Consolación; los equipos ubicados en las posiciones del 4-5-6 en sus grupos, se enfrentaran para la obtención de las posiciones finales del 7 al 12 del campeonato. Dichos juegos se realizaran en la sede alterna de Tegucigalpa, Honduras. 
Juego por tercer lugar; el tercer lugar de la super ronda se enfrentará al cuarto lugar de la super ronda.
Juego por el primer lugar, el primer lugar de la super ronda se enfrentará al segundo lugar de la super ronda por el título de Campeón del pre Mundial.

## Calendario y resultados
| Venezuela            | 3  |                      | El Salvador | 0         |    | Nicaragua            | 22 |
| República Dominicana | 0  | Brasil               | 15          | Perú      | 0  |                      |    |
|                      |    |                      |             |           |    |                      |    |
| Brasil               | 2  |                      | El Salvador | 4         |    | República Dominicana | 0  |
| Venezuela            | 3  | Perú                 | 3           | Nicaragua | 2  |                      |    |
|                      |    |                      |             |           |    |                      |    |
| Venezuela            | 20 |                      | Perú        | 7         |    | Nicaragua            | 7  |
| El Salvador          | 2  | República Dominicana | 21          | Brasil    | 6  |                      |    |
|                      |    |                      |             |           |    |                      |    |
| República Dominicana | 20 |                      | Perú        | 1         |    | Venezuela            | 2  |
| El Salvador          | 2  | Brasil               | 13          | Nicaragua | 11 |                      |    |
|                      |    |                      |             |           |    |                      |    |
| Brasil               | 4  |                      | Perú        | 0         |    | El Salvador          | 1  |
| República Dominicana | 5  | Venezuela            | 10          | Nicaragua | 2  |                      |    |
|                      |    |                      |             |           |    |                      |    |
| Grupo B              |    |                      |             |           |    |                      |    |
| Guatemala            | 0  |                      | Cuba        | 3         |    | Argentina            | 7  |
| Colombia             | 4  | Panamá               | 2           | Honduras  | 6  |                      |    |
|                      |    |                      |             |           |    |                      |    |
| Guatemala            | 2  |                      | Colombia    | 10        |    | Honduras             | 2  |
| Cuba                 | 27 | Argentina            | 0           | Panamá    | 7  |                      |    |
|                      |    |                      |             |           |    |                      |    |
| Colombia             | 0  |                      | Panamá      | 10        |    | Guatemala            | 0  |
| Cuba                 | 3  | Argentina            | 2           | Honduras  | 2  |                      |    |
|                      |    |                      |             |           |    |                      |    |
| Argentina            | 0  |                      | Panamá      | 11        |    | Honduras             | 3  |
| Cuba                 | 10 | Guatemala            | 0           | Colombia  | 14 |                      |    |
|                      |    |                      |             |           |    |                      |    |
| Guatemala            | 2  |                      | Colombia    | 8         |    | Cuba                 | 13 |
| Argentina            | 9  | Panamá               | 0           | Honduras  | 1  |                      |    |

## Posiciones ronda de grupos
| Grupo A              | Grupo A | Grupo A | Grupo A |           |   | Grupo B | Grupo B | Grupo B | Grupo B |
| -------------------- | ------- | ------- | ------- | --------- | - | ------- | ------- | ------- | ------- |
| Equipo               | JJ      | JG      | JP      |           |   | Equipo  | JJ      | JG      | JP      |
| Nicaragua            | 5       | 5       | 0       | Cuba      | 5 | 5       | 0       |         |         |
| Venezuela            | 5       | 4       | 1       | Colombia  | 5 | 4       | 1       |         |         |
| República Dominicana | 5       | 3       | 2       | Panamá    | 5 | 3       | 2       |         |         |
| Brasil               | 5       | 2       | 3       | Argentina | 5 | 2       | 3       |         |         |
| El Salvador          | 5       | 1       | 4       | Honduras  | 5 | 1       | 4       |         |         |
| Perú                 | 5       | 0       | 5       | Guatemala | 5 | 0       | 5       |         |         |

## Super ronda
| 27 de febrero        | 27 de febrero | 27 de febrero | 27 de febrero | 27 de febrero | 27 de febrero | 27 de febrero | 27 de febrero |
| -------------------- | ------------- | ------------- | ------------- | ------------- | ------------- | ------------- | ------------- |
| República Dominicana | 3             |               | Venezuela     | 0             |               | Panamá        | 0             |
| Colombia             | 7             | Cuba          | 5             | Nicaragua     | 4             |               |               |
| 28 de febrero        |               |               |               |               |               |               |               |
| República Dominicana | 1             |               | Venezuela     | 5             |               | Nicaragua     | 6             |
| Panamá               | 5             |               | Colombia      | 4             | Cuba          | 0             |               |
| 29 febrero           |               |               |               |               |               |               |               |
| República Dominicana | 2             |               | Panamá        | 9             |               | Colombia      | 3             |
| Cuba                 | 3             | Venezuela     | 5             | Nicaragua     | 4             |               |               |

| Pos                  | Equipo               | JJ | JG | JP |
| -------------------- | -------------------- | -- | -- | -- |
| 1                    | Nicaragua †          | 5  | 5  | 0  |
| 2                    | Cuba †               | 5  | 4  | 1  |
| 3                    | Venezuela            | 5  | 2  | 3  |
| 4                    | Colombia             | 5  | 2  | 3  |
| 5                    | Panamá               | 5  | 2  | 3  |
| 6                    | República Dominicana | 5  | 0  | 5  |
| JUGADAS 2-3 JORNADAS |                      |    |    |    |

† Clasificado al Mundial.
Los desempates para determinar posición se definen:
- Empate entre dos equipos: el ganador del juego directo entre los dos equipos será ubicado en la posición superior.
- Empate entre tres o más equipos: las posiciones se definirán por TQB, el equipo con peor TQB (Team Quality Balance) quedará eliminado. Una vez roto el empate para definir el puesto más alto se vuelve al criterio de desempate directo.

| Triple empate por 3ra y 4ta posición | Triple empate por 3ra y 4ta posición |
| ------------------------------------ | ------------------------------------ |
| Equipo                               | TQB                                  |
| Colombia                             | +0.500                               |
| Venezuela                            | -0.214                               |
| Panamá                               | -0.286                               |
| Definición por 3ra posición.         |                                      |
| Venezuela 5 Colombia 4               |                                      |

## Ronda de consolación
| 27 de febrero | 27 de febrero | 27 de febrero | 27 de febrero | 27 de febrero | 27 de febrero | 27 de febrero | 27 de febrero |
| ------------- | ------------- | ------------- | ------------- | ------------- | ------------- | ------------- | ------------- |
| Guatemala     | 5             |               | Perú          | 8             |               | Honduras      | 2             |
| El Salvador   | 6             | Argentina     | 9             | Brasil        | 8             |               |               |
| 28 de febrero |               |               |               |               |               |               |               |
| Perú          | 8             |               | Argentina     | 4             |               | El Salvador   | 7             |
| Guatemala     | 3             | Brasil        | 0             | Honduras      | 8             |               |               |
| 29 de febrero |               |               |               |               |               |               |               |
| Guatemala     | 2             |               | El Salvador   | 2             |               | Perú          | 0             |
| Brasil        | 8             | Argentina     | 3             | Honduras      | 8             |               |               |

| Pos                  | Equipo      | JJ | JG | JP |
| -------------------- | ----------- | -- | -- | -- |
| 7                    | Argentina   | 5  | 5  | 0  |
| 8                    | Brasil      | 5  | 4  | 1  |
| 9                    | Honduras    | 5  | 2  | 3  |
| 10                   | El Salvador | 5  | 2  | 3  |
| 11                   | Perú        | 5  | 1  | 4  |
| 12                   | Guatemala   | 5  | 0  | 5  |
| JUGADAS 3-3 JORNADAS |             |    |    |    |

## Partidos por las medallas
| Medalla de bronce | Medalla de bronce | Medalla de bronce | Medalla de bronce | Medalla de bronce | Medalla de bronce |
| ----------------- | ----------------- | ----------------- | ----------------- | ----------------- | ----------------- |
| Equipo            |                   | C                 | H                 | E                 |                   |
| Colombia          | 0                 | 4                 | 1                 |                   |                   |
| Venezuela †       | 9                 | 11                | 1                 |                   |                   |

| Medalla de oro                                                              | Medalla de oro | Medalla de oro | Medalla de oro | Medalla de oro                           | Medalla de oro |
| Equipo                                                                      | C              | H              | E              |                                          | Resumen        |
| --------------------------------------------------------------------------- | -------------- | -------------- | -------------- | ---------------------------------------- | -------------- |
| Cuba †                                                                      | 0              | 6              | 0              | LP: Yankiel Maurys                       |                |
| Nicaragua †                                                                 | 1              | 4              | 1              | LG: Sheyder García, JS: Luis Castrellón. |                |
| CUB: César Prieto 3-3, Daniel Pérez 3-1, Dismany Ortíz 3-1, Juan López 3-1. |                |                |                |                                          |                |
| NIC- Jesús López 3-2 1 CI, William Rayo, 2-1, Isaac Benard 3-1              |                |                |                |                                          |                |

† Clasificado al Mundial-U23

## Jugadores destacados
| Líderes individuales del torneo. | Líderes individuales del torneo. | Líderes individuales del torneo. | Líderes individuales del torneo. | Líderes individuales del torneo. | Líderes individuales del torneo. |
| Ganadores por Posición           | Ganadores por Posición           | Ganadores por Posición           | Departamentos Individuales       | Departamentos Individuales       | Departamentos Individuales       |
| -------------------------------- | -------------------------------- | -------------------------------- | -------------------------------- | -------------------------------- | -------------------------------- |
| PD                               | Juan Escorcia                    | Colombia                         | B-Robadas                        | Luis Castro (4)                  | Colombia                         |
| PI                               | Harvin Talavera                  | Nicaragua                        | C- Anotadas                      | Ismael Munguía (10)              | Nicaragua                        |
| C                                | Carlos Aguilera                  | Honduras                         | C-Impulsadas                     | Jesús López (14)                 | Nicaragua                        |
| 1B                               | Leandro Cedeño                   | Venezuela                        | HR                               | Victor Coutinho (2)              | Brasil                           |
| 2B                               | Cesar Prieto                     | Cuba                             | AVG                              | Jesús López (522)                | Nicaragua                        |
| SS                               | José Salas                       | Perú                             |                                  |                                  |                                  |
| 3B                               | Omar Mendoza                     | Nicaragua                        | PCL                              | Josimar Cousin (0.00)            | Cuba                             |
| JI                               | Isaac Benard                     | Nicaragua                        | J-Ganados                        | Juan Escorcia (2)                | Colombia                         |
| JC                               | Ismael Munguía                   | Nicaragua                        |                                  |                                  |                                  |
| JD                               | Sandro Fabián                    | República Dominicana             | MVP                              | Jesús López                      | Nicaragua                        |
| BD                               | Jesús López                      | Nicaragua                        | Director                         | Sandor Guido                     | Nicaragua                        |